# Мавретания Цезарейская

Мавретания Цезарейская около 117 года.

Мавретания Цезарейская (лат. Mauretania Caesariensis) — провинция Римской империи, занимавшая запад современного Алжира.
Провинция была учреждена в 44 году после смерти последнего мавретанского царя, Птолемея, по указу императора Клавдия, разделившему Мавретанию по реке Мулуя на две части — Цезарейскую (запад Алжира) и Тингитанскую (север Марокко).
Административным центром была Цезария, давшая название всей провинции. Этот город был центром культа Митры. Христианство распространилось в Мавретании Цезарейской в IV веке.
После реформы Диоклетиана Мавретания Цезарейская была разделена на несколько маленьких провинций. Оттуда поставлялись ценные породы дерева. Также из берберов набиралась легкая кавалерия.